# 이상철 (리포터)
이상철은 대한민국의 리포터 출신 현직 아나운서이다. 

## 학력
- 단국대학교 저널리즘 학사

## 경력
- MBC 스포츠 플러스 캐스터
- KBS대구방송총국 리포터
- SBS 리포터
- KBS춘천방송총국 육아휴직 대체 아나운서
- KBS안동방송국 아나운서
- KNN 아나운서
- 현 연합뉴스TV 아나운서